# Pinetop Smith
Clarence "Pinetop" Smith(Onion (Alabama, 11 de junio de 1904-Chicago, 15 de marzo de 1929) fue un pianista, cantante y compositor nacido en  Estados Unidos). Durante los años veinte viajó como bailarín, cantante y comediante con varias compañías de espectáculos, entre ellas el dúo cómico Butterbeans & Susie, y llegó a compartir labores con Cow Cow Davenport. De esta época datan sus primeras interpretaciones del "Pinetop's Boogie-Woogie".
Fue el propio Davenport quien habló de Smith a Mayo Williams, de la disquera Vocalion, y a raíz de esta recomendación Smith se mudó, en 1920, a Chicago (Illinois, Estados Unidos) en 1928 con la finalidad de iniciar su carrera discográfica. En la primera sesión registró su "Pinetop's Boogie-Woogie" (1928), tema que dio nombre al boogie-woogie, a pesar de que con anterioridad ya había habido grabaciones similares de otros pinaistas. Su carrera resultó truncada cuando el 15 de marzo de 1929 falleció al ser alcanzado por una bala perdida durante una riña en un salón de baile de la ciudad.